# Tokamak

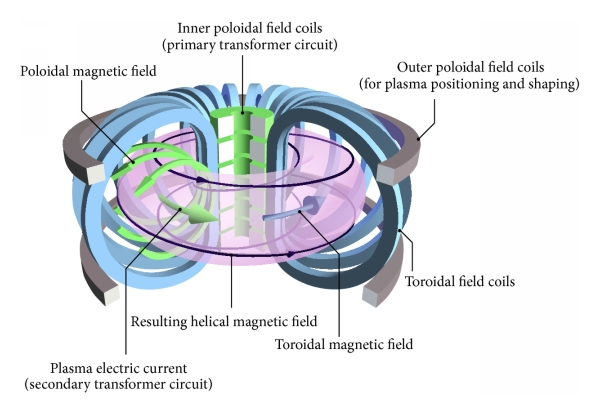
Từ trường trong thiết bị tokamak

Tokamak (tiếng Nga: Токамáк) là một thiết bị sử dụng từ trường cực mạnh để giữ plasma nóng trong một vật hình xuyến. Tokamak là một trong số các loại thiết bị giam cầm từ tính đang được người ta nghiên cứu nhằm sản xuất năng lượng nhờ phản ứng nhiệt hạch có kiểm soát. Tính đến  năm 2016, đây vẫn là thiết bị mang tính thực tế nhất trong tham vọng chế tạo một lò phản ứng nhiệt hạch.
Tokamak được các nhà vật lý Liên Xô là Igor Tamm và Andrei Sakharov vẽ ra trên lý thuyết vào thập niên 1950, lấy cảm hứng từ một bức thư của Oleg Lavrentiev. Tokamak đầu tiên trên thực tế được cho là sáng chế của Natan Yavlinskii, gọi là T-1. Người ta đã chứng minh rằng trạng thái cân bằng plasma ổn định đòi hỏi các đường sức từ phải uốn theo hình xuyến trong một vòng xoắn. Các loại thiết bị khác như z-pinch và stellarator đã thử làm điều này song thực tế cho thấy tính thiếu ổn định nghiêm trọng khi hoạt động. Sự phát triển của khái niệm "yếu tố an toàn" (safety factor, được ký hiệu là q) là kim chỉ nam cho sự phát triển của các thiết bị tokamak; bằng cách thiết kế lò phản ứng sao cho hệ số q này luôn lớn hơn 1, các tokamak đã giảm thiểu tính thiếu ổn định vốn luôn là bài toán nan giải đối với các thiết kế lò phản ứng nhiệt hạch trước đó.
Tokamak đầu tiên mang ký hiệu là T-1, bắt đầu hoạt động vào năm 1958. Đến giữa những năm 1960, hiệu suất của tokamak đạt được sự tiến bộ đáng kể về hiệu suất. Các kết quả đầu tiên được công bố vào năm 1965 nhưng không được quan tâm; Lyman Spitzer đã loại bỏ triển vọng tokamak vì nhận thấy các vấn đề tiềm ẩn trong hệ thống đo nhiệt độ. Một bộ kết quả thứ hai được công bố vào năm 1968, lần này khẳng định hiệu năng vượt trội bất kỳ thiết bị nào khác, tuy nhiên tương tự như lần đầu, cũng bị coi là kết quả không đáng tin cậy. Điều này khiến một phái đoàn bên Vương quốc Anh đưa ra lời đề nghị được tự thực hiện các phép đo bằng cách riêng của họ. Kết quả của phái đoàn Anh đã xác nhận tính khả tín của các kết quả do Liên Xô công bố, và công bố khoa học năm 1969 của họ đã khiến giới khoa học đua nhau chế tạo thử tokamak.
Đến giữa thập niên 1970, trên thế giới đã có hàng chục chiếc tokamak. Đến cuối những năm 1970, những cỗ máy này đã hội đủ các điều kiện cần thiết để tạo ra phản ứng nhiệt hạch trên thực tế, mặc dù không cùng một lúc và không cùng một lò phản ứng. Các khoa học gia khi này nhắm đến mục tiêu hòa vốn, nghĩa là đạt mức năng lượng tạo ra ngang bằng với lượng năng lượng cần để đốt nóng lò, nên họ ra sức thiết kế các máy móc mới chạy bằng thứ nhiên liệu hợp nhất của deuteri và triti.
Tuy nhiên, những máy này cũng bộc lộ các hạn chế mới làm giảm hiệu suất. Để giải quyết những điều này thì sẽ cần một cỗ máy lớn hơn và đắt tiền hơn nhiều, vượt quá khả năng tài chính của bất kỳ quốc gia nào. Một bản thỏa thuận ban đầu giữa Ronald Reagan và Mikhail Gorbachev vào tháng 11 năm 1985 là tiền đề để các quốc gia cùng nhau hợp sức làm dự án Lò phản ứng thí nghiệm nhiệt điện hạt nhân quốc tế (ITER), và đây vẫn là nỗ lực chính của quốc tế để phát triển nguồn năng lượng nhiệt hạch trên thực tế. Nhiều loại thiết bị kích cỡ nhỏ hơn hay các nhánh nghiên cứu thiết bị khác, chẳng hạn tokamak hình cầu, tiếp tục được người ta sử dụng nhằm khảo sát các tham số hiệu suất cũng như nghiên cứu nhiều vấn đề khác. Tính đến  năm 2019, thiết bị Joint European Torus (JET) vẫn là thiết bị tokamak đứng đầu về mặt hiệu suất, đạt sản lượng 16 MW với đầu vào 24 MW.

## Từ nguyên
Thuật ngữ "tokamak" là chuyển tự Latinh của "tокамáк", là từ viết tắt tạo bởi các chữ cái đầu của các từ tiếng Nga, có thể là:
- "тороидальная камера с магнитными катушками" (toroidal'naya kamera s magnitnymi katushkami), nghĩa là "khoang hình xuyến chứa các cuộn từ".

hoặc:
- "тороидальная камера с аксиальным магнитным полем" (toroidal'naya kamera s aksial'nym magnitnym polem), nghĩa là "khoang hình xuyến với từ trường dọc theo trục".[3]

Thuật ngữ này ra đời năm 1957 bởi Igor Golovin, phó giám đốc Phòng thí nghiệm đo lường thuộc Viện hàn lâm Khoa học Liên Xô, ngày nay là Viện Kurchatov. Một thuật ngữ tương tự có thời được sử dụng là "tokamag".